# Le Fresne-sur-Loire

Localització de Le Fresne-sur-Loire

Le Fresne-sur-Loire (en gal·ló Le Fresnn) és un antic municipi francès, situat al departament de Loira Atlàntic a la regió de País del Loira. L'any 2006 tenia 727 habitants.
A partir de l'1 de gener de 2016, Le Fresne-sur-Loire es fusiona amb Ingrandes i conformen el "municipi nou" Ingrandes-Le Fresne-sur-Loire, situat al departament de Maine i Loira.

## Demografia
| 1962                                       | 1968 | 1975 | 1982 | 1990 | 1999 |
| ------------------------------------------ | ---- | ---- | ---- | ---- | ---- |
| 632                                        | 785  | 804  | 794  | 734  | 700  |
| Des de 1962: població sense dobles comptes |      |      |      |      |      |

## Administració
| Període   | Identitat         | Partit |
| --------- | ----------------- | ------ |
| 1995-2001 | Gerard de Belenet |        |
| 2001-2015 | Michel Vallée     |        |

## Galeria d'imatges

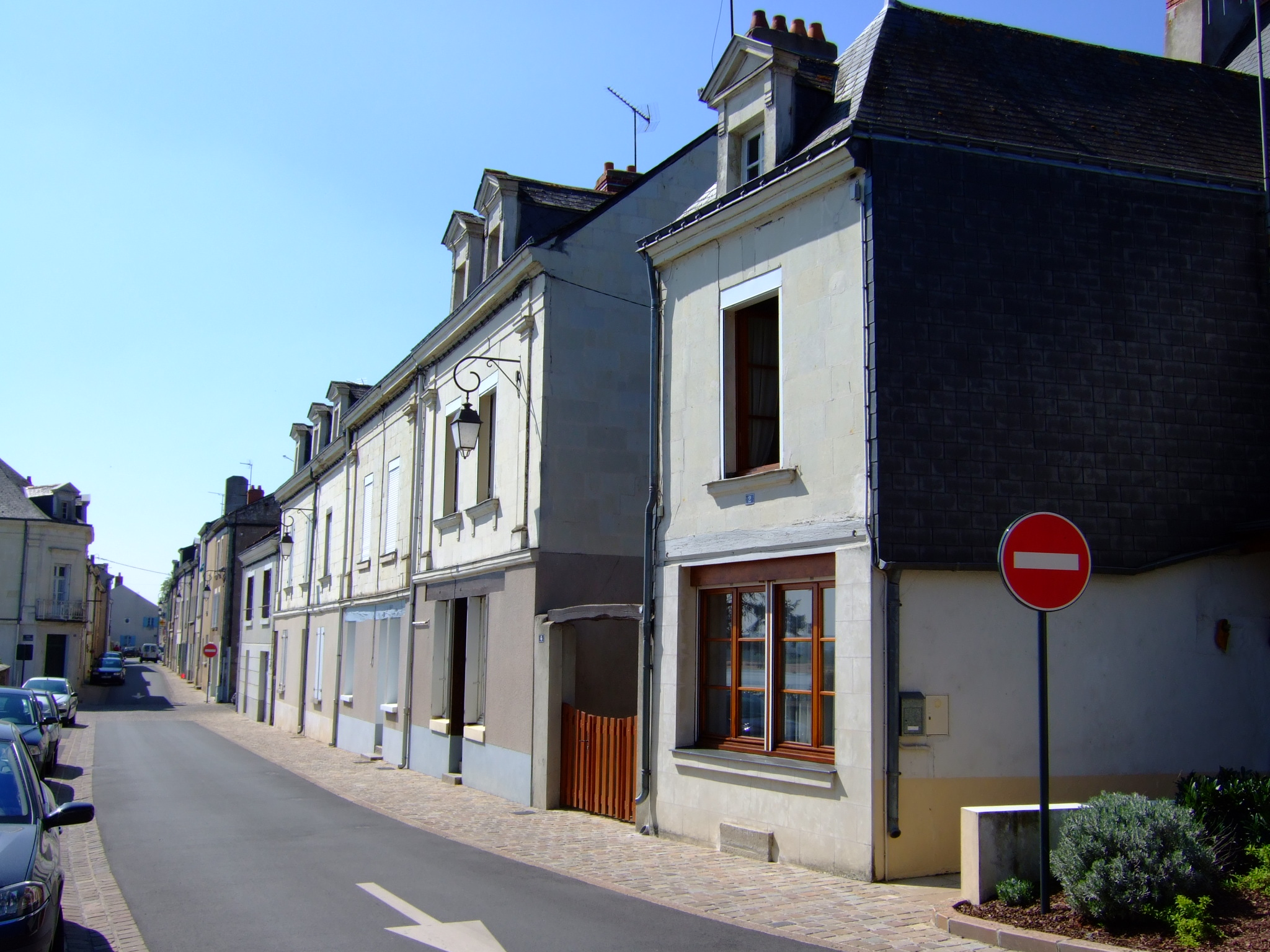
Carrer
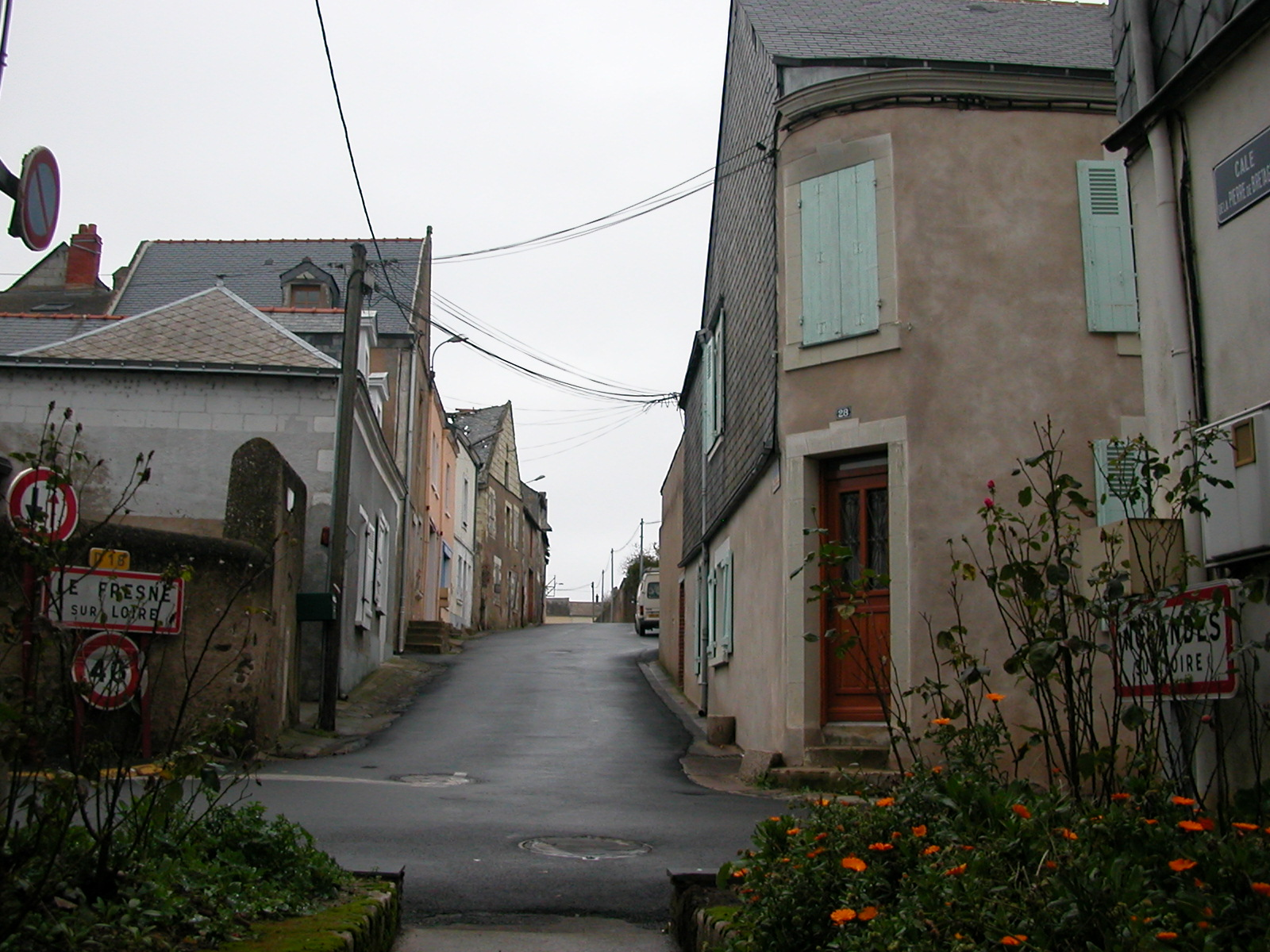
Carrer de la Pierre de Bretagne
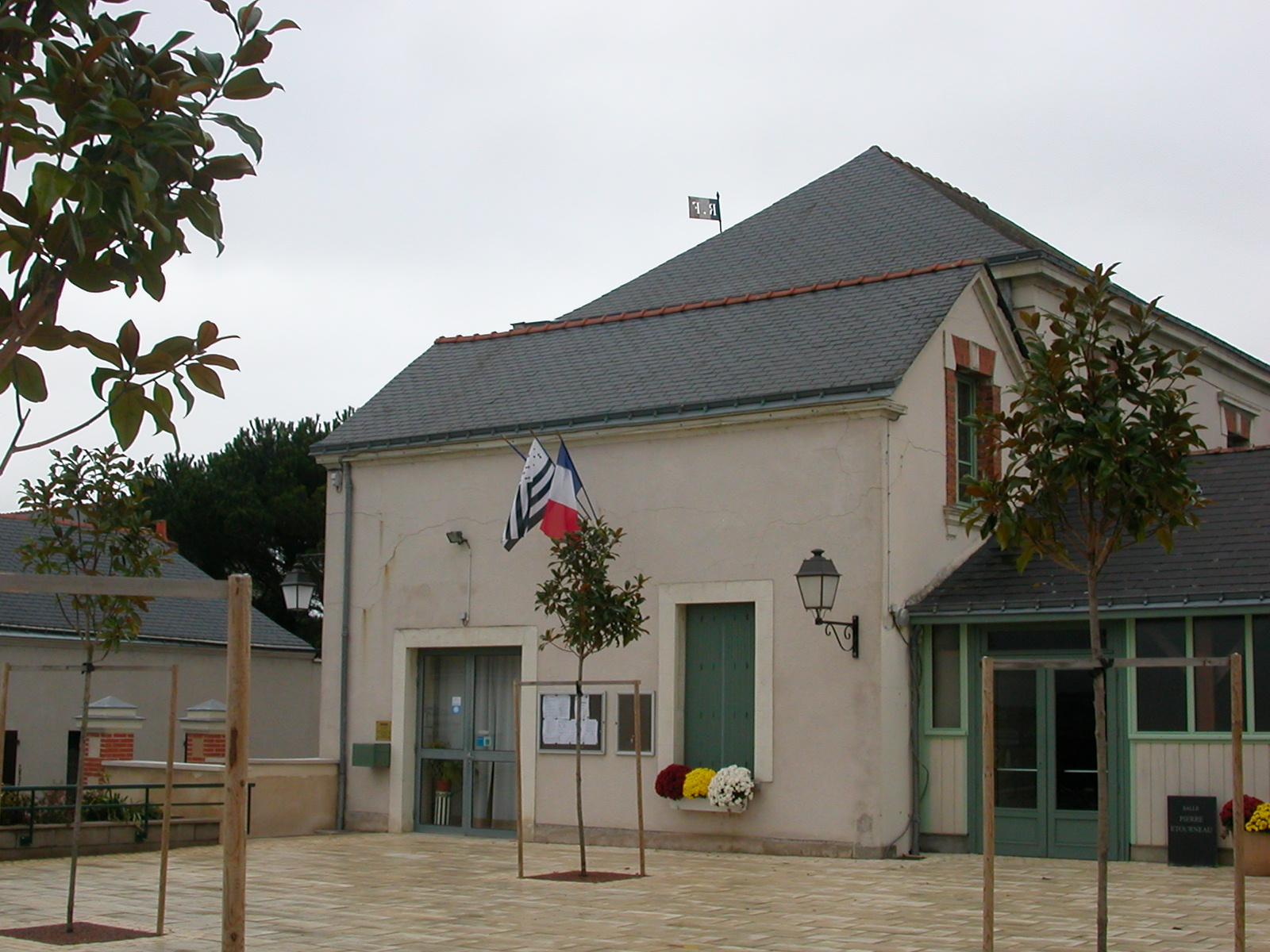
L'alcaldia
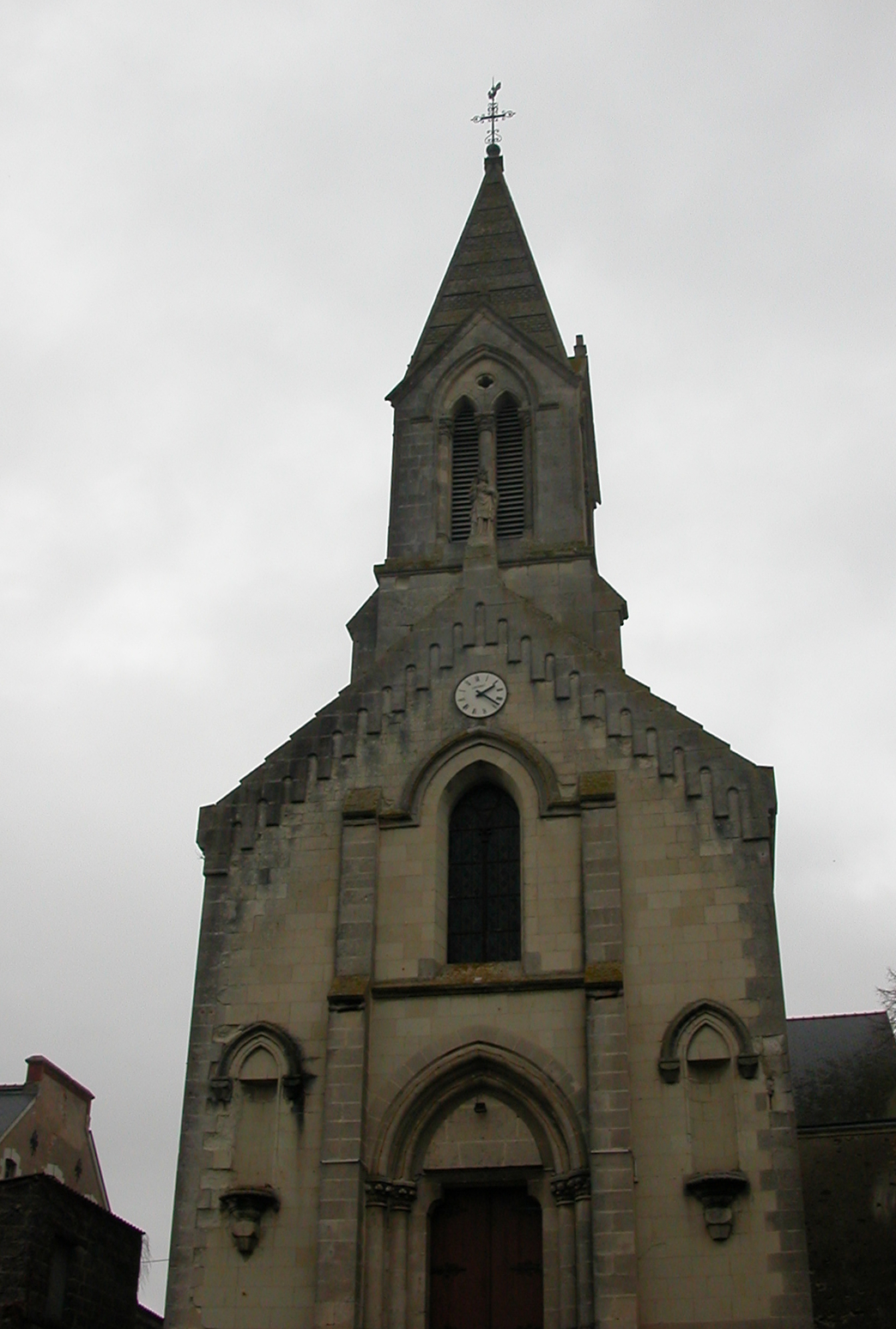
L'església
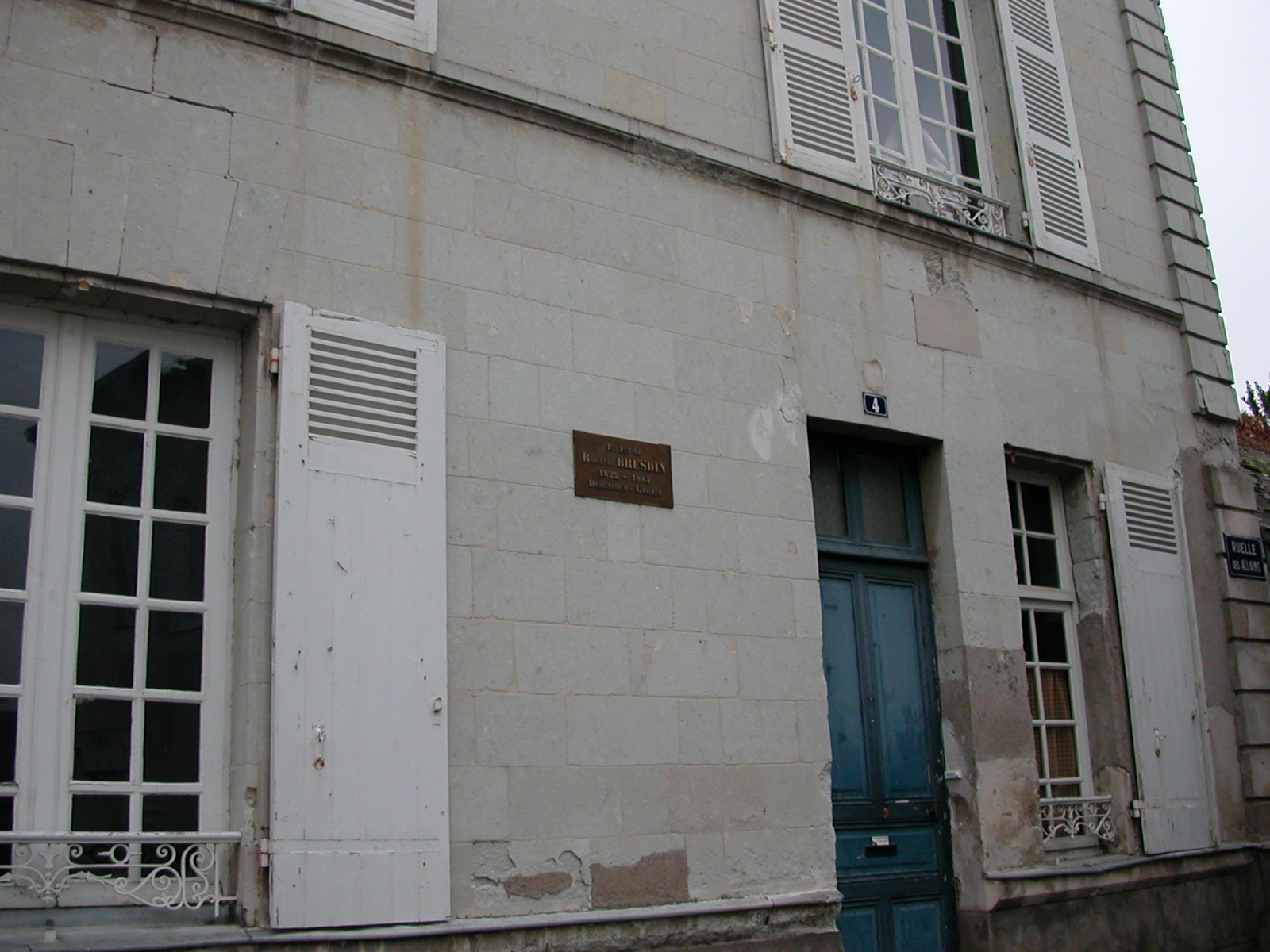
Casa natal de Rodolphe Bresdin
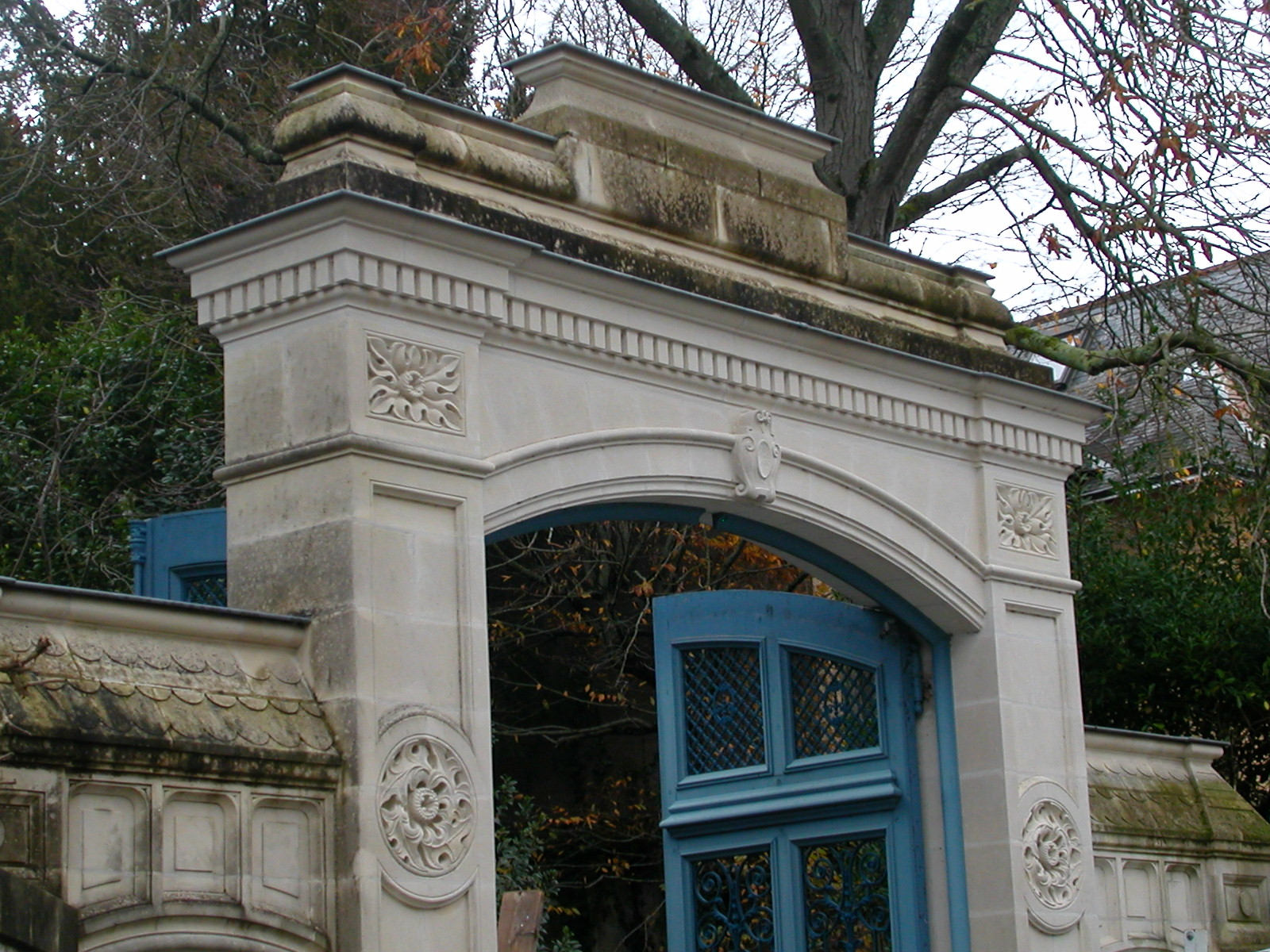
Porxo de la « Maison de l'armateur »
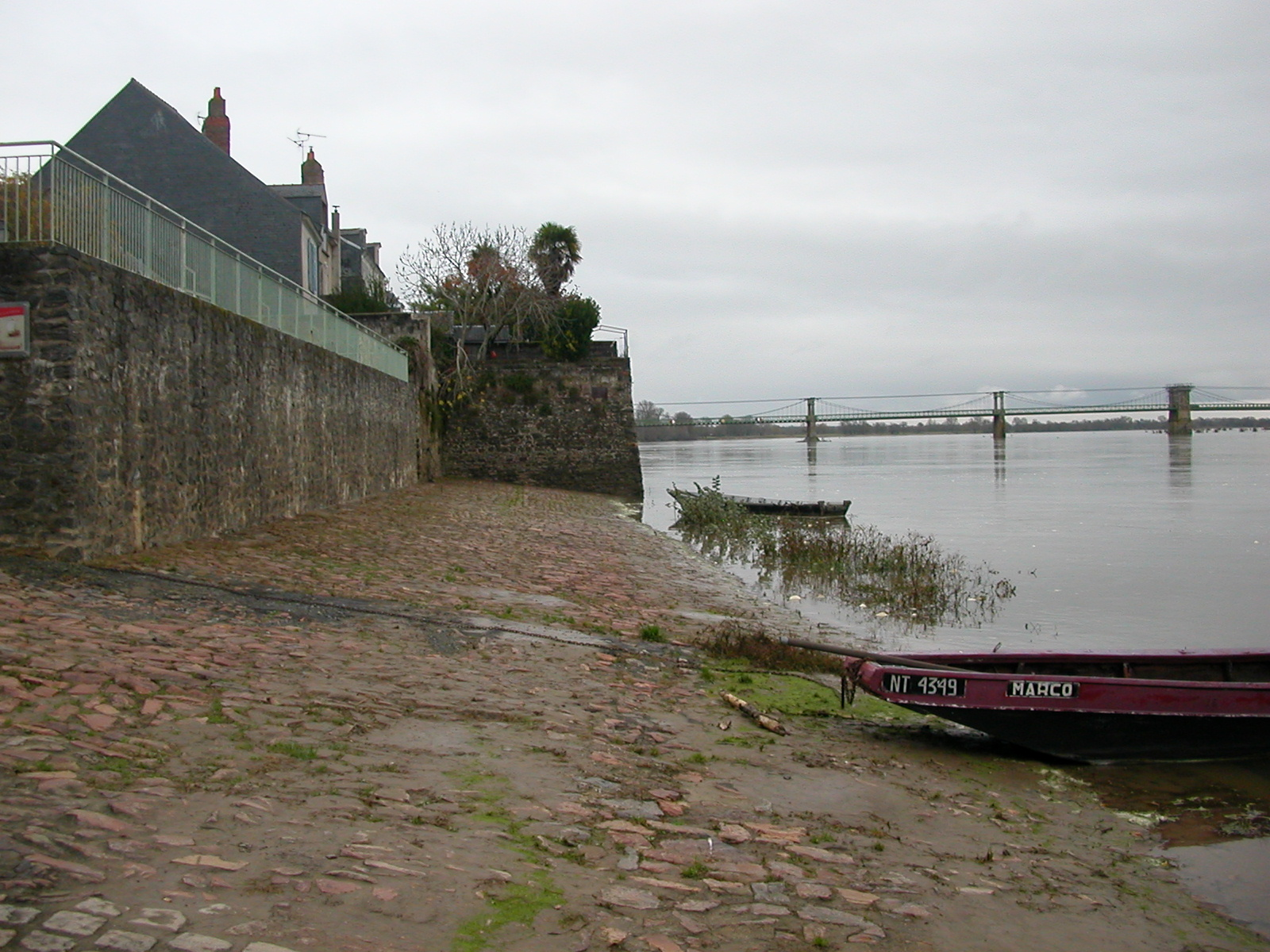
Cala de Port Matthieu